# TMS Entertainment
TMS Entertainment Co., Ltd. (株式会社トムス・エンタテインメント, Kabushiki gaisha Tomusu Entateinmento), est une entreprise japonaise, filiale de SEGA Holdings, qui est à la fois une chaîne de salle d'arcade et principalement un studio d'animation japonaise.
Elle est issue de la fusion en 1995 de deux filiales de Sega Sammy : Tokyo Movie Shinsha (東京ムービー新社, Tōkyō Mūbī Shinsha), un studio d'animation fondé en 1964 et Kyokuichi (キョクイチ), une ancienne entreprise textile créée en 1946 qui s'est reconvertie en chaîne de salle d'arcade.

## Histoire

### Kyokuichi (1946-1995)
En octobre 1946, l'entreprise Kyokuichi Henshiki (旭一編織) est fondée à Nagoya dans l'arrondissement de Mizuho et fabrique à l'époque principalement des produits textiles. Après plusieurs changements de nom (en 1947 pour Kyokuichi puis en 1957 pour Kyokuichi Shine kōgyō (旭一シャイン工業)), l'entreprise installe son siège social en 1958 dans l'arrondissement de Shōwa, toujours à Nagoya. Pendant les années 1950, l'entreprise prend de plus en plus d'importance et intègre même la Bourse de Nagoya en 1957. En 1961, l'entreprise crée une filiale à Sapporo spécialisée dans la fourrure de vison qui est finalement intégré en 1974. Après avoir transféré leur siège social à Nishi-ku en 1974, l'entreprise s'installe à Naka-ku, dans le centre-ville de Nagoya.
En 1991, l'entreprise se diversifie en créant une salle d'arcade appelée AG square dans l'arrondissement de Naka et change également son nom en Kyokuichi (キョクイチ). 
Cependant l'entreprise est en fort déficit et en 1992 elle est rachetée par l'entreprise de divertissement Sega. Cette dernière décide en 1995 de fusionner Kyokuichi avec une autre de ses filiales, le studio d'animation Tokyo Movie.

### Tokyo Movie (1964-1995)
C'est le 1er janvier 1963 que sort la première véritable série d'animation de l'histoire : Astro, le petit robot. Produit par le studio Mushi Production d'Osamu Tezuka et diffusé sur Fuji TV, la série connaît un grand succès ce qui incite les autres chaines à produire leur propre séries animés. NET TV (actuel TV Asahi) commande au studio Tōei Dōga (actuel Toei Animation) la production d'une série, Ken, l'enfant-loup qui est diffusé dès la fin de l'année 1963. TBS fait de même avec la série Eightman (ou 8 Man) produit par le studio Telecom Cartoon Japan (actuel Eiken) et diffusé elle aussi à la fin de l'année 1963.
Satisfait du succès de 8 Man, TBS veut commander une autre série auprès de TCJ pour début 1964 mais le studio ne peut pas car, en plus de 8 man, le studio produit déjà une autre série, Tetsujin 28-gō (Gigantor), pour le compte de Fuji TV.
En 1963, TBS diffuse une adaptation en spectacle de marionnettes du manga Iga no kagemaru (ja) assuré par la troupe Hitomi-Za. Le chef de cette troupe de marionnettistes, Yutaka Fujioka (ja), accepte de reprendre le projet de série de TBS estimant que l'animation de marionnettes et de personnages en papier repose sur le même principe. Fujioka ainsi que d'autres membres de sa troupe comme Masaaki Osumi et Tadao Nagahama fondent le 19 août 1964 le studio Tokyo Movie (東京ムービー). Le tout nouveau studio s'installe tout d'abord dans les locaux de la TBS mais s'y trouve vite à l'étroit et déménage à Shinjuku puis à Suginami.
La première production du studio est Big X (ja), adaptation du manga du même nom d'Osamu Tezuka et diffusé du 3 août 1964 au 27 septembre 1965. Cette série est un échec et provoque une crise interne. Les anciens membres de Hitomi-za ont du mal avec le format 2D qu'impose l'animation et cela provoque des tensions avec les animateurs. Au bord de la faillite, le studio passe sous le contrôle fin 1964 d'International Television Films (ja) (anciennement Shintōhō), une société productrice de films, qui réorganise toute la partie administrative et nomme un nouveau président, Shikazō Abe. Le fondateur du studio, Yutaka Fujioka, est rétrogradé comme simple membre du bureau exécutif.
En 1965, Fujioka fait appel à d'anciens vétérans de la Tōei comme Daikichirō Kusube (ja), Osamu Kobayashi et Tsutomu Shibayama qui fondent A Production (エイプロダクション), un nouveau studio associé à Tokyo Movie. A Production se charge alors de tout ce qui concerne l'animation et Tokyo Movie de la production et du management, la direction des séries est cependant le plus souvent confié aux anciens d'Hitomi-Za comme Tadao Nagahama et Masaaki Osumi. Grâce à cette association, le studio va connaître le succès à la fin des années 1960 avec notamment ses adaptations des œuvres du duo de mangaka Fujiko Fujio. On peut citer parmi les œuvres du duo adapté Obake no Q-Tarō, Perman (ja) et Kaibutsu-kun (ja). Le studio adapte également des œuvres de littérature occidental (Moomin (ja)) ou encore des mangas de sport comme Kyojin no hoshi et Les Attaquantes, l'un des premiers anime à viser un public spécifiquement féminin. Tous ces succès permettent à Yutaka Fujioka de regagner son poste de président en 1971.
L'aube des années 1970 voit l'arrivée chez A Pro de nombreux animateurs dont notamment Yasuo Ōtsuka, Isao Takahata, Hayao Miyazaki et Yōichi Kotabe. Ils travaillent tous ensemble sur la série Lupin III, une adaptation d'un manga de Monkey Punch. Diffusé d'octobre 1971 à mars 1972, la réalisation de la série est confiée à Masaaki Osumi, Isao Takahata et Hayao Miyazaki (dont ce sont les premiers pas à la réalisation) tandis que le chara-design est assuré par Yasuo Ōtsuka.
Bien que Lupin III connaisse un succès mitigé, Isao Takahata et Hayao Miyazaki se voient confier la première production du studio pour le cinéma, Panda kopanda, deux courts métrages diffusés sur les écrans nippons, respectivement en décembre 1972 et mars 1973. Ces courts métrages, qui racontent l'histoire d'un bébé panda, sont un succès immédiat au Japon, au moment où la Chine offre des pandas au Japon, pour aider à la préservation de l'espèce menacée.
En 1973, le trio Isao Takahata, Hayao Miyazaki et Yōichi Kotabe quitte Tokyo Movie pour Zuiyo Eizo, actuel Nippon Animation, afin de travailler sur Heidi.
Après son départ de Mushi Pro, Osamu Dezaki collabore plusieurs fois avec Tokyo Movie notamment sur Lupin III et Akado Suzunosuke où il réalise plusieurs storyboards. En octobre 1972, il crée avec d'autres ex-employés de Mushi Pro le studio Madhouse qui sous-traite alors pour le compte de Tokyo Movie. Osamu réalise par la suite l'essentiel des grands succès de Tokyo Movie des années 1970 avec notamment Jeu, set et match ! et Jungle Kurobe (ja) en 1973, Gamba no bōken (ja) en 1975, Rémi sans famille en 1977, L'Île au trésor en 1978, Lady Oscar en 1979 et Ashita no Joe 2 en 1980.
À partir de 1974, les relations entre Tokyo Movie et A Production commencent à se dégrader. Daikichirō Kusube tombe malade, le rendant indisponible, et le studio est contraint de tourner au ralenti. Cela contrarie les plans de Fujioka qui voudrait que Tokyo Movie se tourne davantage vers le marché américain et la production de longs métrages. Face aux difficultés de A Production, Fujioka fonde le 19 mai 1975 une nouvelle filiale, Telecom Animation Film, justement destiné à produire des longs métrages et pour l'étranger.
Le 9 septembre 1976, Tokyo Movie et A Production mettent fin à leur collaboration. A Production s'est réorganisé et a changé de nom pour devenir Shin-Ei Animation (シンエイ動画, Shin'ei Dōga), et Tokyo Movie renomme sa section management en Tokyo Movie Shinsha (東京ムービー新社).
Ces changements permettent à Tokyo Movie Shinsha de se relancer. En octobre 1977, le studio sort trois nouvelles séries : Rémi sans famille, Shin Kyojin no hoshi et surtout Lupin III: Part II. Cette suite de Lupin III connaîtra un succès largement supérieur et sera diffusé pendant près de 3 ans.
La fin des années 1970 voit également le retour de TMS dans la production de long métrage. En 1978 sort Edgar de la Cambriole : Le Secret de Mamo, réalisé par Yasuo Ōtsuka et surtout, en 1979, Le Château de Cagliostro de Hayao Miyazaki, lequel rejoint Telecom Animation Film l'année suivante en tant que formateur. Isao Takahata réalise également un film pour Telecom, Kié la petite peste, qui sort en 1980.
En 1980, le départ d'Osamu Dezaki du studio Madhouse met fin à la collaboration entre celui-ci et TMS. Pour autant, Dezaki continue à travailler pour TMS en réalisant notamment Cobra en 1982, le film Golgo 13 en 1983 et Mighty Orbots (en) en 1984.
Conforté par les nombreux succès que connaît le studio à la fin des années 1970, TMS se tourne de plus en plus vers les marchés étrangers dans les années 1980. En 1981, le studio collabore avec l'entreprise française DiC pour la production d'une série pour le marché français, Ulysse 31. En 1984, le studio fait de même avec la chaîne italienne RAI-UNO en coproduisant la série Sherlock Holmes. À la suite du voyage de Dezaki et de son ami Sugino aux États-Unis, le studio produit la série Mighty Orbots, diffusé en 1984, spécialement pour le marché américain. En 1986, le studio produit une nouvelle fois une série pour le marché américain, Galaxy High School.
La fin des années 1980 voit la production de deux longs métrages importants pour le studio, Akira et Little Nemo. Le premier est une adaptation du manga cyberpunk du même nom de Katsuhiro Otomo qui prend également le poste de réalisateur. Sorti en 1988, le film connaît un succès important notamment à l'étranger. Le second est un long métrage adapté de la bande-dessinée américaine Little Nemo in Slumberland de Winsor McCay. Le projet du film fut conçu dès 1978 par Fujioka dans l'idée d'une large diffusion dans les salles américaines. Mais Fujioka peine à trouver un réalisateur pour le film. Pressenti durant un temps, Takahata et Miyazaki y renoncent, ce dernier préférant se concentrer sur l'adaptation sur grand écran de son manga Nausicaä de la vallée du vent.
C'est finalement Masami Hata et William T. Hurtz qui se voient confier la réalisation. Projet ambitieux ayant coûté plus de 5 milliards de yen, le film est diffusé en 1992 aux États-Unis dans l'ensemble du pays. Malgré de bonnes critiques, le public boude le film et c'est un échec. TMS se retrouve alors en grave difficultés financières. Le studio est alors racheté par Sega Entreprise en 1992.
Dans les années 1990, le studio collabore avec Warner Bros sur des séries de super-héros devenues cultes, comme Batman, Superman, l'Ange de Métropolis, ou le film Batman la relève : Le Retour du Joker.
Le 11 novembre 1995, Sega décide de faire fusionner TMS avec une autre de ses filiales en difficultés, Kyokuichi. La nouvelle entreprise étant alors connue sous le nom de Kyokuichi-Tokyo Movie (キョクイチ東京ムービー).

### De Kyokuichi-Tokyo Movie Shinsha à TMS Entertainment (1995 à aujourd'hui)
Le studio nouvelle monture tente de se relancer en adaptant un manga des CLAMP, Magic Knight Rayearth mais c'est surtout Détective Conan qui permet au studio de se remettre sur les rails. Débuté en janvier 1996, la série est toujours en cours et connaît une adaptation cinématographique chaque année depuis 1997. Le studio peut aussi compter sur ses séries pour enfant Soreike! Anpanman et Hamtaro ainsi que plus récemment sur la shōnen D.Gray-man.
En 2000, l'entreprise change de nom pour TMS Entertainment (トムス・エンタテインメント).
En octobre 2005, Sega Sammy Holdings a annoncé qu'elle avait acquis une participation majoritaire de 50,2% dans TMS Entertainment et a fait du studio l'une de ses filiales,.
En février 2010, le siège social est déplacé dans le quartier de Nishi Shinjuku au sein de Shinjuku. Le 1er décembre, l'entreprise est devenue une filiale en propriété exclusive de Sega Sammy Holdings par le biais d'un échange d'actions,.
En 2012, le siège social déménage dans l'arrondissement de Nakano.
Avec la réorganisation du groupe Sega Sammy prise en effectif le 1er avril 2015, les droits de propriété exclusive de TMS Entertainment détenus par Sega Sammy Holdings sont transférés à Sega Holdings, ce qui en fait une filiale de cette dernière,.
Il a été annoncé le 13 mars 2019 que Tadashi Takezaki est nommé en tant que nouveau président de l'entreprise, Yoshiharu Suzuki quittant son poste pour devenir vice-président du conseil d'administration ; Hideki Okamura, président du conseil d'administration, ainsi que le directeur général de Sega Sammy Holdings et le président/directeur de l'exploitation de Sega Holdings, a conservé ses poste.

### Filiales
La société possède de nombreuses filiales d'animation collaborant avec la société. Ceux-ci comprennent :
- Telecom Animation Film Co., Ltd. (株式会社テレコム・アニメーションフィルム, Kabushiki-gaisha Terekomu Animēshon Firumu?) qui a été créé le 19 mai 1975. Le studio a commencé comme une entreprise de sous-traitance pour sa société mère, mais est depuis devenu le premier studio d'animation derrière les plus récents titres de Lupin III[11],[12]. Le studio a également produit des séries comme Chain Chronicle: The Light of Haecceitas (en)[13], orange[14] et Phantasy Star Online 2: The Animation[15].

- Marza Animation Planet Inc. (株式会社マーザ・アニメーションプラネット, Kabushiki gaisha Māza Animēshonpuranetto?), un studio d'animation 3D qui faisait auparavant partie de Sega et connu pour avoir produit Albator, le corsaire de l'espace[16], Resident Evil: Vendetta[17] et Sonic, le film de 2020[18].

- V1 Studio (ヴィーワンスタジオ, Vīuwan Sutajio?), un studio plus connu pour avoir coproduit les films Détective Conan avec TMS depuis le 19e film. Le studio a également travaillé avec la société mère sur la 2e saison (et OVA) de Divine Nanami.

- Double Eagle (だぶるいーぐる, Daburuīguru?), un studio plus connu pour coproduire ReLIFE, les séries Cardfight!! Vanguard (de G à G: Stride Gate), Nana Maru San Batsu (ja) et Senjūshi (ja).

- 8PAN (エイトパヌ, Eito Panu?), un studio connu pour la coproduction de Bakuon!! (ja), D.Gray-man Hallow et l'anime diffusé en ligne Chichibu de Buchichi.

- 3xCube (スリーキューブ, Surīkyūbu?), un studio connu pour avoir produit Love Song pour un Pilote (ja), Actually, I Am..., Amaama to Inazuma (ja) et Megalo Box[19].

- Studio Sakimakura (スタジオさきまくら, Sutajio Sakimakura?), un studio fondé en mars 2011, connu pour produire la seconde moitié de la première saison de Cardfight!! Vanguard et Brave 10 (ja).

- TMS Jinni's (トムス・ジーニーズ?).

## Production

### Animés
| Années 1960 | Années 1960           | Années 1960                        | Années 1960 | Années 1960 |
| Année       | Titre                 | Date de 1re diffusion              | Nb. éps.    | Notes |
| ----------- | --------------------- | ---------------------------------- | ----------- | --- |
| 1964        | Big X (ja)            | 3 août 1964 - 27 septembre 1965    | 59          | Basée sur le manga d'Osamu Tezuka.                                                                                           |
| 1965        | Obake no Q-Tarō       | 29 août 1965 - 28 juin 1967        | 97          | Basée sur le manga de Fujiko Fujio ; production pour A Production.                                                           |
| 1967        | Perman (ja)           | 2 avril 1967 - 14 avril 1968       | 54          | Basée sur le manga de Fujiko Fujio ; production pour A Production et Studio Zero.                                            |
| 1968        | Kyojin no hoshi       | 30 mars 1968 - 18 septembre 1971   | 182         | Basée sur le manga écrit par Ikki Kajiwara et dessiné par Noboru Kawasaki ; production pour A Production.                    |
| 1968        | Kaibutsu-kun (ja)     | 21 avril 1968 - 23 mars 1969       | 48          | Basée sur le manga de Fujiko Fujio ; production pour A Production et Studio Zero.                                            |
| 1969        | Umeboshi Denka (ja)   | 1er avril 1969 - 23 septembre 1969 | 26          | Basée sur le manga de Fujiko Fujio ; production pour A Production et Studio Zero.                                            |
| 1969        | Roppō Yabure-kun (ja) | 28 avril 1969 - 26 septembre 1969  | 110         | Basé sur l'ouvrage Minpō nyūmon (民法入門, litt. « Introduction au droit civil ») de Sen Saga ; épisodes de 5 minutes.       |
| 1969        | Moomin (ja)           | 5 octobre 1969 - 27 décembre 1970  | 182         | Vaguement basée sur les livres Moumines de l'auteur finlandais Tove Jansson ; production des 26 premiers épisodes seulement. |
| 1969        | Les Attaquantes       | 7 décembre 1969 - 28 novembre 1971 | 104         | Basée sur le manga de Chikako Urano.                                                                                         |

| Années 1970 | Années 1970                  | Années 1970                           | Années 1970 | Années 1970 |
| Année       | Titre                        | Date de 1re diffusion                 | Nb. éps.    | Notes |
| ----------- | ---------------------------- | ------------------------------------- | ----------- | --- |
| 1971        | Chingō Muchabee (ja)         | 15 février 1971 - 22 mars 1971        | 49 (26)     | Basée sur le manga de Kenji Morita et Genkotsu Pro.                                                                             |
| 1971        | Obake no Q-Tarō              | 1er septembre 1971 - 27 décembre 1972 | 70          | Suite de Obake no Q-Taro. |
| 1971        | Tensai Bakabon (ja)          | 25 septembre 1971 - 24 juin 1972      | 40          | Basée sur le manga de Fujio Akatsuka.                                                                                           |
| 1971        | Lupin III                    | 24 octobre 1971 - 26 mars 1972        | 23          | Basée sur le manga de Monkey Punch.                                                                                             |
| 1972        | Akadō Suzunosuke (ja)        | 5 avril 1972 - 28 mars 1973           | 52          | Basée sur le manga d'Eiichi Fukui et de Tsunayoshi Takeuchi.                                                                    |
| 1972        | Dokonjo Gaeru (ja)           | 7 octobre 1972 - 28 septembre 1974    | 103         | Basée sur le manga de Yasumi Yoshizawa ; production pour A Production.                                                          |
| 1973        | Jungle Kurobe (ja)           | 2 mars 1973 - 28 septembre 1973       | 31          | Basée sur le manga de Fujiko Fujio ; production pour A Production.                                                              |
| 1973        | Kōya no shōnen Isamu         | 4 avril 1973 - 27 mars 1974           | 52          | Basée sur le manga écrit par Sōji Yamakawa et dessiné par Noboru Kawasaki ; production pour A Production.                       |
| 1973        | Karate Baka Ichidai (ja)     | 3 octobre 1973 - 25 septembre 1974    | 47          | Basée sur le manga écrit par Ikki Kajiwara et dessiné par Jiro Tsunoda et Jōya Kagemaru ; production pour A Production.         |
| 1973        | Samurai Giants (ja)          | 7 octobre 1973 - 29 septembre 1974    | 48          | Basée sur le manga écrit par Ikki Kajiwara et dessiné par Inōe Kō ; production pour A Production.                               |
| 1973        | Jeu, set et match !          | 5 octobre 1973 - 29 mars 1974         | 26          | Basée sur le manga de Sumika Yamamoto ; production pour A Production.                                                           |
| 1974        | Jūdō Sanka (ja)              | 1er avril 1974 - 30 septembre 1974    | 27          | Basée sur le manga écrit par Ikki Kajiwara et dessiné par Hiroshi Kaizuka.                                                      |
| 1974        | Hajime Ningen Giatrus (ja)   | 5 octobre 1974 - 27 mars 1976         | 77          | Basée sur le manga de Shunji Sonoyama ; production pour A Production.                                                           |
| 1975        | Gamba no bōken (ja)          | 7 avril 1975 - 29 septembre 1975      | 26          | Basée sur le roman pour enfants Bōkenshatachi: Gamba to 15-hiki no nakama (ja) (冒険者たち ガンバと15ひきの仲間) d'Atsuo Saitō. |
| 1975        | Ganso Tensai Bakabon (ja)    | 6 octobre 1975 - 26 septembre 1977    | 104         | Deuxième série de Tensai Bakabon ; production pour A Production.                                                                |
| 1976        | Hana no kakaricho (ja)       | 3 octobre 1976 - 27 mars 1977         | 25          | Basée sur le manga de Shunji Sonoyama.                                                                                          |
| 1977        | Hyōga senshi Guyslugger (ja) | 12 avril 1977 - 30 août 1977          | 20          | Projet original. |
| 1977        | Shin Kyojin no hoshi         | 1er octobre 1977 - 30 septembre 1978  | 52          | Suite de Kyojin no hoshi. |
| 1977        | Rémi sans famille            | 2 octobre 1977 - 1er octobre 1978     | 51          | Basée sur le roman français Sans famille d'Hector Malot.                                                                        |
| 1977        | Lupin III: Part II           | 3 octobre 1977 - 6 octobre 1980       | 155         | Deuxième série de Lupin III. |
| 1978        | L'Île au trésor              | 8 octobre 1978 - 1er avril 1979       | 26          | Basée sur le manga de Shunji Sonoyama ; coproduction avec Madhouse.                                                             |
| 1978        | Shin Ace o nerae!            | 14 octobre 1978 - 31 mars 1979        | 25          | Suite de Jeu, set et match !.                                                                                                   |
| 1979        | Shin Kyojin no hoshi II      | 14 avril 1979 - 29 septembre 1979     | 23          | Suite de Shin Kyojin no hoshi.                                                                                                  |
| 1979        | Lady Oscar                   | 10 octobre 1979 - 3 septembre 1980    | 40          | Basée sur le manga La Rose de Versailles de Riyoko Ikeda.                                                                       |

| Années 1980 | Années 1980                                           | Années 1980                         | Années 1980 | Années 1980                                                                                        |
| Année       | Titre                                                 | Date de 1re diffusion               | Nb. éps.    | Notes                                                                                              |
| ----------- | ----------------------------------------------------- | ----------------------------------- | ----------- | -------------------------------------------------------------------------------------------------- |
| 1980        | Mū no Hakugei (ja)                                    | 4 avril 1980 - 26 septembre 1980    | 26          | Projet original.                                                                                   |
| 1980        | New Gigantor                                          | 3 octobre 1980 - 25 septembre 1981  | 51          | Deuxième série de Tetsujin 28-gō (Gigantor).                                                       |
| 1980        | Ashita no Joe 2                                       | 13 octobre 1980 - 31 août 1981      | 47          | Suite de Ashita no Joe.                                                                            |
| 1981        | Les Aventures de Claire et Tipoune                    | 7 mars 1981 - 29 mai 1982           | 63          | Basée sur le manga écrit par Shun'ichi Yukimuro et dessiné par Shizue Takanashi.                   |
| 1981        | Shin Dokonjo Gaeru (ja)                               | 7 septembre 1981 - 29 mars 1982     | 30          | Deuxième série de Dokonjo Gaeru.                                                                   |
| 1981        | Rokushin Gattai God Mars (ja)                         | 2 octobre 1981 - 24 décembre 1982   | 64          | Vaguement basée sur le manga Mars (ja) de Mitsuteru Yokoyama.                                      |
| 1981        | Kié la petite peste                                   | 3 octobre 1981 - 25 mars 1983       | 64          | Basée sur le manga d'Etsumi Haruki.                                                                |
| 1981        | Ulysse 31                                             | 3 octobre 1981 - 3 avril 1982       | 26          | Réinterprétation SF de l'Odyssée ; coproduction avec les français DIC et FR3.                      |
| 1982        | Tonde Mon Pe (ja)                                     | 5 juin 1982 - 2 avril 1983          | 42          | Projet original.                                                                                   |
| 1982        | Ninjaman Ippei (ja)                                   | 4 octobre 1982 - 27 décembre 1982   | 13          | Basée sur le manga de Kazuyoshi Kawai.                                                             |
| 1982        | Cobra                                                 | 7 octobre 1982 - 19 mai 1983        | 31          | Basée sur le manga éponyme de Buichi Terasawa.                                                     |
| 1983        | Georgie                                               | 9 avril 1983 - 25 février 1984      | 45          | Basée sur le manga écrit par Mann Izawa et dessiné par Yumiko Igarashi.                            |
| 1983        | Super Dimension Century Orguss                        | 3 juillet 1983 - 8 avril 1984       | 35          | Produite par MBS.                                                                                  |
| 1983        | Signé Cat's Eyes                                      | 11 juillet 1983 - 8 juillet 1985    | 73          | Basée sur le manga de Tsukasa Hōjō.                                                                |
| 1984        | Lupin III: Part III                                   | 3 mars 1984 - 6 novembre 1985       | 50          | Troisième série de Lupin III.                                                                      |
| 1984        | God Mazinger (ja)                                     | 15 avril 1984 - 30 septembre 1984   | 23          | Projet original créé par Gō Nagai.                                                                 |
| 1984        | Mighty Orbots (en)                                    | 8 septembre 1984 - 15 décembre 1984 | 13          | Créée pour le marché américain à la demande de l'ABC.                                              |
| 1984        | Sherlock Holmes                                       | 6 novembre 1984 - 20 mai 1985       | 26          | Créée pour le marché italien à la demande de la Rai.                                               |
| 1985        | Sablotin                                              | 2 avril 1985 - 4 février 1986       | 39 (78)     | Basée sur le roman pour enfants Une drôle de fée d'Edith Nesbit.                                   |
| 1986        | Robotan Remake (ja)                                   | 6 janvier 1986 - 22 septembre 1986  | 33          | Remake du projet multimédia Robotan.                                                               |
| 1986        | Galaxy High                                           | 13 septembre 1986 - 6 décembre 1986 | 13          | Projet créé par Chris Columbus pour la CBS.                                                        |
| 1986        | Bug-tte Honey (ja)                                    | 3 octobre 1986 - 25 septembre 1987  | 51          | Basée sur le jeu vidéo Adventure Island développé et édité par Hudson Soft.                        |
| 1988        | Soreike! Anpanman                                     | 3 octobre 1988 - en cours           | en cours    | Basée sur la série d'albums illustrés pour enfants de Takashi Yanase sur le personnage d'Anpanman. |
| 1989        | Go! Wrestler gundan (ja)                              | 18 avril 1989 - 12 octobre 1989     | 21          | Projet original.                                                                                   |
| 1989        | Wrestler gundan - Ginga-hen: Seisenshi Robin Jr. (ja) | 19 octobre 1989 - 27 septembre 1990 | 50          | Projet en lien avec Go! Wrestler gundan.                                                           |

| Années 1990 | Années 1990                              | Années 1990                         | Années 1990 | Années 1990                                                                |
| Année       | Titre                                    | Date de 1re diffusion               | Nb. éps.    | Notes                                                                      |
| ----------- | ---------------------------------------- | ----------------------------------- | ----------- | -------------------------------------------------------------------------- |
| 1990        | Les Tiny Toons                           |                                     |             |                                                                            |
| 1991        | Les Jumelles de Saint-Claire (ja)        | 5 janvier 1991 - 2 novembre 1991    | 26          | Basée sur la série de romans Deux jumelles d'Enid Blyton.                  |
| 1991        | Reporter Blues                           | 1er juin 1991 - 31 décembre 1991    | 52          | Créée pour le marché italien à la demande de la Rai.                       |
| 1991        | Kinkyū Hasshin Saver Kids (ja)           | 19 février 1991 - 11 février 1992   | 50          | Projet original créé par Monkey Punch.                                     |
| 1991        | Chie-chan funsenki: Jarinko Chie         | 19 octobre 1991 - 22 septembre 1992 | 39          | Suite de Kié la petite peste.                                              |
| 1991        | Watashi to Watashi: Futari no Lotte (ja) | 9 novembre 1991 - 5 septembre 1992  | 29          | Basée sur le roman allemand Deux pour une de Erich Kästner.                |
| 1992        | Tetsujin 28-go FX (ja)                   | 5 avril 1992 - 30 mars 1993         | 47          | Troisième série de Tetsujin 28-gō.                                         |
| 1992        | Un chien des Flandres                    | 10 octobre 1992 - 27 mars 1993      | 26          | Basée sur le roman Nello et le chien des Flandres d'Ouida.                 |
| 1994        | Les Enfants du Mondial                   | 4 avril 1994 - 27 mars 1995         | 52          | Créée pour le marché italien à la demande de la Rai.                       |
| 1994        | Red Baron (ja)                           | 5 avril 1994 - 28 mars 1995         | 49          | Remake du tokusatsu Super Robot Red Baron (ja).                            |
| 1994        | Magic Knight Rayearth                    | 17 octobre 1994 - 27 novembre 1995  | 49          | Basée sur le manga de CLAMP.                                               |
| 1995        | Virtua Fighter (ja)                      | 5 avril 1995 - 28 mars 1995         | 35          | Basée sur le jeu vidéo Virtua Fighter.                                     |
| 1995        | Saint Tail                               | 12 octobre 1995 - 12 septembre 1996 | 43          | Basée sur le manga de Megumi Tachikawa.                                    |
| 1996        | Détective Conan                          | 8 janvier 1996 - en cours           | en cours    | Basée sur le manga de Gōshō Aoyama.                                        |
| 1996        | B't X                                    | 6 avril 1996 - 21 septembre 1996    | 25          | Basée sur le manga de Masami Kurumada.                                     |
| 1996        | Wankorobee (ja)                          | 6 octobre 1996 - 30 mars 1997       | 26          | Basée sur le manga de Yuriko Abe ; production pour Ajiadō.                 |
| 1998        | Devilman Lady                            | 10 octobre 1998 - 8 mai 1999        | 26          | Basée sur le manga de Gō Nagai.                                            |
| 1999        | Monster Rancher                          | 17 avril 1999 - 30 septembre 2000   | 73          | Basée sur la série de jeux vidéo Monster Rancher de Koei Tecmo Holdings.   |
| 1999        | Sakon le Ventriloque (ja)                | 8 octobre 1999 - 31 mars 2000       | 26          | Basée sur le manga écrit par Masaru Miyazaki et dessiné par Takeshi Obata. |
| 1999        | Shūkan Story Land (ja)                   | 14 octobre 1999 - 13 septembre 2001 | 57          | Diffusée sur NTV.                                                          |
| 1999        | Gozonji! Gekkō kamen-kun (ja)            | 17 octobre 1999 - 26 mars 2000      | 25          | Basée sur la série télévisée Gekkō kamen ; production pour Actas.          |

| Années 2000 | Années 2000                                      | Années 2000                          | Années 2000 | Années 2000 |
| Année       | Titre                                            | Date de 1re diffusion                | Nb. éps.    | Notes |
| ----------- | ------------------------------------------------ | ------------------------------------ | ----------- | --- |
| 2000        | Hamtaro                                          | 7 juillet 2000 - 31 mars 2006        | 296         | Basée sur le manga de Ritsuko Kawai. |
| 2000        | Cybersix                                         | 16 octobre 2000 - 8 janvier 2001     | 13          | Coproduction canadienne avec Network of Animation.                                                                                         |
| 2000        | Shin Megami Tensei: DeviChil (ja)                | 7 octobre 2000 - 29 septembre 2001   | 50          | Basée sur le jeu vidéo Shin Megami Tensei: Devil Children.                                                                                 |
| 2001        | Project ARMS                                     | 7 avril 2001 - 30 mars 2002          | 52          | Basée sur le manga écrit par Kyōichi Nanatsuki et dessiné par Ryōji Minagawa.                                                              |
| 2002        | Le Secret du sable bleu                          | 5 janvier 2002 - 29 juin 2002        | 26          | Basée sur les romans Face au drapeau et L'Étonnante Aventure de la mission Barsac de Jules Verne ; production pour Telecom Animation Film. |
| 2002        | Tenshi na konamaiki (ja)                         | 6 avril 2002 - 29 mars 2003          | 50          | Basée sur le manga de Hiroyuki Nishimori.                                                                                                  |
| 2003        | Sonic X                                          | 6 avril 2003 - 28 mars 2006          | 78          | Basée sur la série de jeux vidéo Sonic. |
| 2003        | Takahashi Rumiko Gekijō (ja)                     | 5 juillet 2003 - 27 septembre 2003   | 13          | Basée sur la collection de courtes histoires de Rumiko Takahashi.                                                                          |
| 2003        | Kyōgoku Natsuhiko: Kōsetsu hyaku monogatari (ja) | 3 octobre 2003 - 26 décembre 2003    | 13          | Basée sur la série de fictions historiques de Natsuhiko Kyōgoku.                                                                           |
| 2003        | Mermaid Forest                                   | 4 octobre 2003 - 20 décembre 2003    | 13          | Basée sur le roman de Rumiko Takahashi. |
| 2003        | PoPoLoCrois (ja)                                 | 5 octobre 2003 - 28 mars 2004        | 26          | Deuxième adaptation du manga PoPoLoCrois monogatari (ja) de Yōsuke Tamori.                                                                 |
| 2004        | Aishiteruze Baby                                 | 3 avril 2004 - 9 octobre 2004        | 26          | Basée sur le manga de Yōko Maki. |
| 2004        | Mankatsu (ja)                                    | 31 juillet 2004 - 25 juin 2005       | 12          | Basée sur le manga de Hiroyuki Nishimori.                                                                                                  |
| 2005        | Gallery Fake (ja)                                | 8 janvier 2005 - 24 septembre 2005   | 37          | Basée sur le manga de Fujihiko Hosono ; production des 25 premiers épisodes seulement.                                                     |
| 2005        | Buzzer Beater                                    | 5 février 2005 - 7 mai 2005          | 13          | Basée sur le manga de Takehiko Inoue. |
| 2005        | Glass no Kamen                                   | 6 avril 2005 - 29 mars 2005          | 51          | Basée sur le manga de Suzue Miuchi. |
| 2005        | Kōchū ōja Mushi King: Mori no min no densetsu    | 6 avril 2005 - 29 mars 2005          | 52          | Basée sur le roman de Rumiko Takahashi. |
| 2005        | Yuki no joō: The Snow Queen (ja)                 | 22 mai 2005 - 12 février 2006        | 36          | Basée sur le roman La Reine des neiges de Hans Christian Andersen ; commande de la NHK en commémoration du 200e anniversaire d'Andersen.   |
| 2005        | Fighting Beauty Oolong (ja)                      | 1er octobre 2005 - 30 septembre 2006 | 50          | Basée sur le manga de Yūgo Ishikawa. |
| 2005        | Angel Heart                                      | 3 octobre 2005 - 25 septembre 2006   | 50          | Basée sur le manga de Tsukasa Hōjō. |
| 2006        | Tottoko Hamtaro Haai!                            | 5 avril 2006 - 26 mars 2008          | 77          | Troisième saison d'Hamtaro. |
| 2006        | Pururun! Shizuku-chan (ja)                       | 7 octobre 2006 - 29 septembre 2007   | 51          | Basée sur la série d'albums illustrés pour enfants Shizuku-chan (ja) créée par Q-LiA et illustrée par Ritsuko Gibo.                        |
| 2006        | Ken-ichi                                         | 7 octobre 2006 - 29 septembre 2007   | 50          | Basée sur le manga de Syun Matsuena. |
| 2006        | D.Gray-man                                       | 6 avril 2006 - 29 mars 2008          | 103         | Basée sur le manga de Katsura Hoshino. |
| 2007        | Kaze no shōjo Emily (ja)                         | 7 avril 2007 - 29 septembre 2007     | 26          | Basée sur le roman Émilie de la Nouvelle Lune de Lucy Maud Montgomery.                                                                     |
| 2007        | Bakugan : L'Équipe d'élite                       | 5 avril 2007 - 27 mars 2008          | 52          | Franchise codétenue par Sega et Spin Master ; coproduction avec Japan Vistec.                                                              |
| 2007        | Buzzer Beater 2007                               | 3 juillet 2007 - 25 septembre 2007   | 13          | Suite de Buzzer Beater. |
| 2007        | Mameushi (ja)                                    | 6 octobre 2007 - 29 septembre 2008   | 52          | Basée sur la série d'albums illustrés de Tadashi Akiyama.                                                                                  |
| 2007        | Pururun! Shizuku-chan Aha☆ (ja)                  | 7 octobre 2007 - 28 septembre 2008   | 51          | Suite de Pururun! Shizuku-chan. |
| 2008        | Zenryoku Usagi (ja)                              | 5 janvier 2008 - 27 décembre 2008    | 52          | Basée sur le manga d'Ikedakei. |
| 2008        | Noramimi (ja)                                    | 9 janvier 2008 - 26 mars 2008        | 12          | Basée sur le manga de Kazuo Hara. |
| 2008        | Itazura na Kiss                                  | 4 avril 2008 - 26 septembre 2008     | 25          | Basée sur le manga de Kaoru Tada. |
| 2008        | Telepathy shōjo “Ran” jiken Note (ja)            | 21 juin 2008 - 20 décembre 2008      | 26          | Basée sur la série de romans pour enfants écrite par Atsuko Asano et illustrée par Fumio Tsukagoshi.                                       |
| 2008        | Scarecrowman (ja)                                | 3 juillet 2008 - 25 décembre 2008    | 26          | Basée sur l'album illustré pour enfants de play set products.                                                                              |
| 2008        | Noramimi 2 (ja)                                  | 1er octobre 2008 - 17 décembre 2008  | 12          | Suite de Noramimi. |
| 2008        | Live-On Cardliver Kakeru (ja)                    | 5 octobre 2008 - 27 septembre 2009   | 51          | Basée sur le manga de Chōji Yoshikawa. |
| 2009        | Kupu~!! Mamegoma! (ja)                           | 10 janvier 2009 - 26 décembre 2009   | 51          | Basée sur la franchise de San-X. |
| 2009        | Examurai Sengoku (ja)                            | 11 janvier 2009 - 25 janvier 2009    | 24          | Projet original avec le groupe EXILE en vedettes.                                                                                          |
| 2009        | Genji monogatari sennenki                        | 15 janvier 2009 - 26 mars 2009       | 11          | Basée sur le Dit du Genji ; coproduction avec Tezuka Productions.                                                                          |
| 2009        | Bakugan : La Nouvelle Vestroia                   | 12 avril 2009 - 9 septembre 2010     | 52          | Suite de Bakugan Battle Brawlers : L'Équipe d'élite d'abord diffusée en Occident ; production pour Studio Hibari et Vistec Entertainment.  |
| 2009        | Rose O'Neill Kewpie (ja)                         | 2 décembre 2009 - 26 mai 2010        | 26          | Pour le 100e anniversaire de la poupée Kewpie créée par Rose O'Neill.                                                                      |

| Années 2010 | Années 2010                                                | Années 2010                         | Années 2010 | Années 2010 |
| Année       | Titre                                                      | Date de 1re diffusion               | Nb. éps.    | Notes |
| ----------- | ---------------------------------------------------------- | ----------------------------------- | ----------- | --- |
| 2010        | Hime Chen! Otogi Chikku Idol Lilpri                        | 4 avril 2010 - 27 mars 2011         | 51          | Basée la franchise de jeu de cartes à collectionner pour jeu d'arcade de Sega et Shōgakukan ; production pour Telecom Animation Film. |
| 2010        | Magic Kaito                                                | 17 avril 2010 - 29 décembre 2012    | 12          | Basée sur le manga de Gōshō Aoyama ; diffusion irrégulière.                                                                           |
| 2010        | Bakugan : Les Envahisseurs de Gundalia                     | 23 mai 2010 - 29 janvier 2011       | 39          | Suite de Bakugan : La Nouvelle Vestroia d'abord diffusée en Occident ; production pour Studio Hibari et Maxpayer Entertainment.       |
| 2011        | Cardfight!! Vanguard                                       | 8 janvier 2011 - 31 mars 2012       | 65          | Basée sur la franchise de jeu de cartes à collectionner de Bushiroad.                                                                 |
| 2011        | Bakugan : La Déferlante Mechtanium                         | 13 février 2011 - 26 janvier 2012   | 46          | Suite de Bakugan : Les Envahisseurs de Gundalia d'abord diffusée en Occident ; coproduction avec Maxpayer Entertainment.              |
| 2011        | Sengoku Otome: Momoiro Paradox (ja)                        | 5 avril 2011 - 28 juin 2011         | 13          | Basée sur le manga de Gōshō Aoyama ; diffusion irrégulière.                                                                           |
| 2011        | Tottoko Hamtaro dechu                                      | 2 avril 2011 - 31 mars 2012         | 52          | Deuxième série d'Hamtaro. |
| 2011        | Hime Chen! Otogi Chikku Idol Lilpri 2                      | 6 avril 2011 - 28 mars 2012         | 51          | Suite de Hime Chen! Otogi Chikku Idol Lilpri ; production pour Telecom Animation Film.                                                |
| 2012        | Brave 10 (ja)                                              | 8 janvier 2012 - 25 mars 2012       | 12          | Basée sur le manga de Kairi Shimotsuki.                                                                                               |
| 2012        | Zetman                                                     | 2 avril 2012 - 25 juin 2012         | 13          | Basée sur le manga de Masakazu Katsura.                                                                                               |
| 2012        | Lupin III : Une femme nommée Fujiko Mine                   | 4 avril 2012 - 27 juin 2012         | 13          | Série dérivée de Lupin III de Monkey Punch.                                                                                           |
| 2012        | Tottoko Hamtaro                                            | 7 avril 2012 - 30 mars 2013         | 51          | Troisième série d'Hamtaro. |
| 2012        | Cardfight!! Vanguard: Asia Circuit                         | 8 avril 2012 - 2 janvier 2013       | 39          | Suite de Cardfight!! Vanguard. |
| 2012        | Divine Nanami                                              | 2 octobre 2012 - 25 décembre 2012   | 13          | Basée sur le manga de Julietta Suzuki.                                                                                                |
| 2013        | Bakumatsu Gijinden Roman (ja)                              | 7 janvier 2013 - 25 mars 2013       | 12          | Basée sur le machine de pachinko avec les dessins de Monkey Punch.                                                                    |
| 2013        | Cardfight!! Vanguard: Link Joker                           | 13 janvier 2013 - 2 mars 2013       | 59          | Suite de Cardfight!! Vanguard: Asia Circuit.                                                                                          |
| 2013        | Yowamushi Pedal                                            | 8 octobre 2013 - 30 juin 2014       | 38          | Basée sur le manga de Wataru Watanabe.                                                                                                |
| 2014        | Love Song pour un Pilote (ja)                              | 8 janvier 2014 - 25 mars 2014       | 13          | Basée sur la série de light novel écrite par Koroku Inumura et illustrée par Haruyuki Morisawa.                                       |
| 2014        | Cardfight!! Vanguard: Legion Mate                          | 9 mars 2014 - 19 octobre 2014       | 33          | Suite de Cardfight!! Vanguard: Link Joker.                                                                                            |
| 2014        | Hero Bank (ja)                                             | 7 avril 2014 - 30 mars 2015         | 51          | Basée sur le jeu vidéo développé et édité par Sega pour la Nintendo 3DS.                                                              |
| 2014        | Gugure! Kokkuri-san (ja)                                   | 6 octobre 2014 - 22 décembre 2014   | 12          | Troisième série d'Hamtaro. |
| 2014        | Yowamushi Pedal: Grande Road                               | 7 octobre 2014 - 31 mars 2015       | 24          | Suite de Yowamushi Pedal. |
| 2014        | Hi☆sCoool! SeHa Girl (ja)                                  | 8 octobre 2014 - 24 octobre 2014    | 13          | Basée sur le projet multimédia de Sega ; coproduction avec Jinni's.                                                                   |
| 2014        | Cardfight!! Vanguard G                                     | 26 octobre 2014 - 4 octobre 2015    | 48          | Suite de Cardfight!! Vanguard: Legion Mate.                                                                                           |
| 2015        | Divine Nanami 2                                            | 6 janvier 2015 - 31 mars 2015       | 13          | Suite de Divine Nanami. |
| 2015        | Jewelpet MagicalChange (ja)                                | 4 avril 2015 - 26 décembre 2015     | 39          | Nouvelle série de la franchise Jewelpet de Sanrio et Sega Toys ; production pour Studio Deen.                                         |
| 2015        | Actually, I Am...                                          | 6 juillet 2015 - 28 septembre 2015  | 13          | Basée sur le manga d'Eiji Masuda. |
| 2015        | Lupin III : L'Aventure italienne                           | 30 août 2015 - 30 novembre 2015     | 26          | Nouvelle série de Lupin III d'abord diffusée sur Italia 1 en Italie ; production pour Telecom Animation Film.                         |
| 2015        | Cardfight!! Vanguard G: Girs Crisis                        | 11 octobre 2015 - 10 avril 2016     | 26          | Suite de Cardfight!! Vanguard G. |
| 2016        | Bakuon!! (ja)                                              | 5 avril 2016 - 21 juin 2016         | 12          | Basée sur le manga de Mimana Orimoto.                                                                                                 |
| 2016        | Cardfight!! Vanguard G: Stride Gate                        | 17 avril 2016 - 25 septembre 2016   | 24          | Suite de Cardfight!! Vanguard G: Girs Crisis.                                                                                         |
| 2016        | Kamiwaza Wanda (ja)                                        | 4 avril 2016 - 26 décembre 2016     | 39          | Basée sur la franchise de Takara Tomy.                                                                                                |
| 2016        | ReLIFE                                                     | 2 juillet 2016 - 24 septembre 2016  | 13          | Basée sur le manga de Yayoiso. |
| 2016        | Orange                                                     | 4 juillet 2016 - 26 septembre 2016  | 13          | Basée sur le manga d'Ichigo Takano ; production pour Telecom Animation Film.                                                          |
| 2016        | Bananya (ja)                                               | 4 juillet 2016 - 26 septembre 2016  | 13          | Projet original ; production pour Gathering.                                                                                          |
| 2016        | Amaama to Inazuma (ja)                                     | 5 juillet 2016 - 20 septembre 2016  | 12          | Basée sur le manga de Gido Amagakure.                                                                                                 |
| 2016        | D.Gray-man Hallow                                          | 5 juillet 2016 - 27 septembre 2016  | 13          | Suite de D.Gray-man. |
| 2016        | Cardfight!! Vanguard G Next                                | 2 octobre 2016 - 1er octobre 2017   | 52          | Suite de Cardfight!! Vanguard G: Stride Gate.                                                                                         |
| 2016        | Ohayō! Kokekkō-san                                         | 2 octobre 2016 - 17 septembre 2017  | 50          | Suite de Kokekkō-san ; coproduction avec TOCSIS.                                                                                      |
| 2016        | Pittanko! Nekozakana (ja)                                  | 2 octobre 2016 - 17 septembre 2017  | 50          | Basée sur la série d'albums illustrés pour enfants de Yūichi Watanabe ; coproduction avec Studio Comet.                               |
| 2016        | Kimoshiba (ja)                                             | 2 octobre 2016 - 25 décembre 2016   | 13          | Basée sur le personnage de Q-LiA ; coproduction avec TMS Jinni's.                                                                     |
| 2016        | Trickster (en)                                             | 4 octobre 2016 - 28 mars 2017       | 24          | Série originale basée sur les romans Shōnen tantei dan (少年探偵団) d'Edogawa Ranpo ; coproduction avec Shin-Ei Animation.            |
| 2016        | Nobunaga no shinobi (ja)                                   | 4 octobre 2016 - 28 mars 2017       | 26          | Basée sur le manga de Naoki Shigeno.                                                                                                  |
| 2016        | All Out!!                                                  | 7 octobre 2016 - 31 mars 2017       | 25          | Basée sur le manga de Shiori Amase ; coproduction avec Madhouse.                                                                      |
| 2017        | Yukai na Animal Bus (ja)                                   | 8 janvier 2017 - 26 mars 2017       | 12          | Basée sur le personnage de Q-LiA ; coproduction avec TMS Jinni's.                                                                     |
| 2017        | Yowamushi Pedal: New Generation                            | 10 janvier 2017 - 26 juin 2017      | 25          | Suite de Yowamushi Pedal: Grande Road.                                                                                                |
| 2017        | Onihei (ja)                                                | 10 janvier 2017 - 4 avril 2017      | 13          | Basée sur la série de fiction historique de Shōtarō Ikenami.                                                                          |
| 2017        | Warau Salesman New (ja)                                    | 3 avril 2017 - 19 juin 2017         | 12          | Deuxième adaptation du manga de Fujiko Fujio A.                                                                                       |
| 2017        | Nobunaga no shinobi: Ise Kanegasaki-hen (ja)               | 8 avril 2017 - 30 septembre 2017    | 26          | Suite de Nobunaga no shinobi. |
| 2017        | Yōkai Apart no yūga na nichijō (ja)                        | 3 juillet 2017 - 25 décembre 2017   | 26          | Basée sur la série de romans de Hinowa Kōzuki.                                                                                        |
| 2017        | Keppeki Danshi! Aoyama-kun                                 | 3 juillet 2017 - 17 septembre 2017  | 12          | Basée sur le manga de Taku Sakamoto ; production pour Studio Hibari.                                                                  |
| 2017        | Nana Maru San Batsu (ja)                                   | 5 juillet 2017 - 20 septembre 2017  | 12          | Basée sur le manga d'Iqura Sugimoto.                                                                                                  |
| 2017        | Ikemen sengoku ◆ Toki wo kakeru ga koi wa hajimaranai (ja) | 12 juillet 2017 - 27 septembre 2017 | 12          | Basée sur le jeu mobile Ikemen sengoku: Toki wo kakeru koi ; coproduction avec TMS Jinni's.                                           |
| 2017        | Cardfight!! Vanguard G Z                                   | 8 octobre 2017 - 1er avril 2017     | 24          | Suite de Cardfight!! Vanguard G Next.                                                                                                 |
| 2018        | Quand Takagi me taquine                                    | 8 janvier 2018 - 26 mars 2018       | 12          | Basée sur le manga de Sōichirō Yamamoto ; production pour Shin-Ei Animation.                                                          |
| 2018        | Yowamushi Pedal: Glory Line                                | 9 janvier 2018 - 26 juin 2018       | 25          | Suite de Yowamushi Pedal: New Generation.                                                                                             |
| 2018        | Lupin III Part 5                                           | 4 avril 2018 - 19 septembre 2018    | 24          | Cinquième série sur Lupin III ; production pour Telecom Animation Film.                                                               |
| 2018        | Megalo Box                                                 | 6 avril 2018 - 29 juin 2018         | 13          | En commémoration du 50e anniversaire d'Ashita no Joe.                                                                                 |
| 2018        | Nobunaga no shinobi: Anegawa Ishiyama-hen (ja)             | 7 avril 2018 - 29 septembre 2018    | 26          | Suite de Nobunaga no shinobi: Ise Kanegasaki-hen.                                                                                     |
| 2018        | Baki                                                       | 2 juillet 2018 - 24 décembre 2018   | 26          | Nouvelle adaptation du manga de Keisuke Itagaki.                                                                                      |
| 2018        | Senjūshi (ja)                                              | 3 juillet 2018 - 25 septembre 2018  | 12          | Basée sur le jeu mobile de Line et Marvelous.                                                                                         |
| 2018        | Sora to umi no aida (ja)                                   | 4 juillet 2018 - 20 décembre 2018   | 12          | Basée sur le manga d'Iqura Sugimoto.                                                                                                  |
| 2018        | Tsukumogami kashimasu (ja)                                 | 23 juillet 2018 - 15 octobre 2018   | 12          | Basée sur le roman de Megumi Hatakenaka ; production pour Telecom Animation Film.                                                     |
| 2018        | Bakugan Battle Planet                                      | 23 décembre 2018 - 19 janvier 2020  | 26          | Reboot de la saga Bakugan de Spin Master ; d'abord diffusée en Occident.                                                              |
| 2019        | Meiji Tokyo Renka (ja)                                     | 9 janvier 2019 - 27 mars 2019       | 12          | Basée sur la série de visual novel de Broccoli.                                                                                       |
| 2019        | Fruits Basket                                              | 6 avril 2019 - 21 septembre 2019    | 25          | Deuxième adaptation du manga de Natsuki Takaya.                                                                                       |
| 2019        | Hachigatsu no Cinderella Nine (ja)                         | 8 avril 2019 - 8 juillet 2019       | 12          | Basée sur le jeu mobile d'Akatsuki et de Kadokawa Corporation.                                                                        |
| 2019        | Dr. Stone                                                  | 5 juillet 2019 - 13 décembre 2019   | 24          | Basée sur le manga écrit par Riichirō Inagaki et dessiné par Boichi.                                                                  |
| 2019        | Bananya: Fushigina nakama-tachi (ja)                       | 1er octobre 2019 - 24 décembre 2019 | 13          | Suite de Bananya ; coproduction avec Gathering.                                                                                       |

| Années 2020 | Années 2020                             | Années 2020                         | Années 2020 | Années 2020                                                             |
| Année       | Titre                                   | Date de 1re diffusion               | Nb. éps.    | Notes                                                                   |
| ----------- | --------------------------------------- | ----------------------------------- | ----------- | ----------------------------------------------------------------------- |
| 2020        | Bakugan Armored Alliance                | 16 février 2020 - 3 janvier 2021    | 104         | Suite de Bakugan Battle Planet.                                         |
| 2020        | Fruits Basket 2nd Season                | 7 avril 2020 - 22 septembre 2020    | 25          | Suite de Fruits Basket.                                                 |
| 2020        | Rent-A-Girlfriend                       | 11 juillet 2020 - 26 septembre 2020 | 12          | Basée sur le manga de Reiji Miyajima.                                   |
| 2021        | Dr. Stone: Stone Wars                   | 14 janvier 2021 - 25 mars 2021      | 11          | Suite de Dr. Stone.                                                     |
| 2021        | Burning Kabaddi                         | 3 avril 2021 - 19 juin 2021         | 12          | Basée sur le manga d'Hajime Musashino.                                  |
| 2021        | Megalo Box 2: Nomad                     | 4 avril 2021 – 27 juin 2021         | 13          | Suite de Megalo Box.                                                    |
| 2021        | Fruits Basket: The Final                | 6 avril 2021 - 29 juin 2021         | 13          | Suite de Fruits Basket 2nd Season.                                      |
| 2021        | Seirei Gensouki: Spirit Chronicles (en) | 6 juillet 2021 - 21 septembre 2021  | 12          | Basée sur le light novel de Yuri Kitayama.                              |
| 2021        | Lupin III Part VI                       | 10 octobre 2021                     | À annoncer  | Sixième série de Lupin III.                                             |
| 2021        | Detective Conan: Police Academy Arc     | 4 décembre 2021                     | À annoncer  | Série basée sur le spin-off de Détective Conan écrit par Takahiro Arai. |
| 2022        | Insect Land                             | avril 2022                          | À annoncer  | Basée sur le livre pour enfant de Teruyuki Kagawa.                      |
| 2022        | Rent-A-Girlfriend (saison 2)            | 2 juillet 2022 - 17 septembre 2022  | 12          | Suite de Rent-A-Girlfriend.                                             |
| 2023        | Dr. Stone: New World                    | 6 avril 2023 - 21 décembre 2023     | 22          | Suite de Dr. Stone.                                                     |
| 2023        | Rent-A-Girlfriend (saison 3)            | 8 juillet 2023 - 30 septembre 2023  | 12          | Suite de Rent-A-Girlfriend.                                             |
| 2023        | Undead Unluck                           | 7 octobre 2023 - 23 mars 2024       | 24          | Basée sur le manga de Totsuka Yoshifumi.                                |
| 2025        | Dr. Stone: Science Future               | À venir                             | 22          | Suite de Dr. Stone.                                                     |
| 2025        | Sakamoto Days                           | À venir                             | À annoncer  | Basée sur le manga de Yuto Suzuki,.                                     |
| À venir     | Shenmue                                 | À annoncer                          | 13          | Œuvre original.                                                         |

### Films
- Panda Kopanda (2 courts métrages) (1972 et 1973)
- Edgar de la Cambriole : Le Secret de Mamo (1978)
- Le Château de Cagliostro (1979)
- Jeu, set et match ! le film (1979)
- Tabuchi-kun film 1 (1979)
- Makoto-chan (1980)
- Tabuchi-kun film 2 (1980)
- Tabuchi-kun film 3 (1980)
- Kié la petite peste (1981)
- Manzai Taikouki (1981)
- Ohayo! Spank - le film (1982)
- Cobra, le film (1982)
- Rokushin Gattai God Mars le film (1982)
- Golgo 13 le film (1983)
- Edgar de la Cambriole : L'Or de Babylone (1985)
- Bug-tte Honey le film (ja) (1987)
- Akira (1988)
- Little Nemo (1989)
- Robotan - le film (1989)
- Soreike! Anpanman: kira kira hoshi no namida (1989)
- Soreike! Anpanman: Baikinman no Gyakushuu (1990)
- Ojisan kaizou kouza (1990)
- Soreike! Anpanman: Dokin-chan no Dokidoki Calendar (1991)
- Soreike! Anpanman: Tobe! Tobe! chibi-kun (1991)
- Gamba to Kawauso no Boken (1991)
- Soreike! Anpanman: Tsumiki Shiro no Himitsu (1992)
- Soreike! Anpanman: Kyouryuu Nosshi no Daibouken (1993)
- Soreike! Anpanman: Lyrical Magical Mahō no Gakkō (1994)
- Soreike! Anpanman: Yuurei Fune o Yattsukero (1995)
- Adieu, Nostradamus ! (1995)
- Soreike! Anpanman: Sora Tobu Ehon to Garasu no Kutsu (1996)
- Soreike! Anpanman: Niji no Pyramid (1997)
- Détective Conan : Le Gratte-Ciel infernal (1997)
- Soreike! Anpanman: Te no Hira o Taiyou ni (1998)
- Détective Conan : La Quatorzième Cible (1998)
- Soreike! Anpanman: Yuuki no Hana ga Hiraku Toki (1999)
- Détective Conan : Le Magicien de la fin du siècle (1999)
- Soreike! Anpanman: Ningyo Hime no Namida (2000)
- Détective Conan : Mémoire assassine (2000)
- Détective Conan : Décompte aux cieux (2001)
- Détective Conan : Le Fantôme de Baker Street (2002)
- Détective Conan : Croisement dans l'ancienne capitale (2003)
- Détective Conan : Le Magicien du ciel argenté (2004)
- Détective Conan : Stratégie en profondeur (2005)
- Détective Conan : Le Requiem des détectives (2006)
- Détective Conan : Jolly Roger et le Cercueil bleu azur (2007)
- Détective Conan : La Mélodie de la peur (2008)
- Détective Conan : Le Chasseur noir de jais (2009)
- Lupin III vs Détective Conan (téléfilm, 2009)
- Détective Conan : L'Arche du Ciel (2010)
- Détective Conan : Les Quinze Minutes de silence (2011)
- Détective Conan : Le Onzième Attaquant (2012)
- Détective Conan : Un détective privé en mer lointaine (2013)
- Détective Conan : Le Sniper dimensionnel (2014)
- Détective Conan : Les Tournesols des flammes infernales (2015)
- Détective Conan : Le Pire Cauchemar (2016)
- Détective Conan : La Lettre d'amour écarlate (2017)
- Détective Conan : L'Exécutant de Zero (2018)
- Détective Conan : Konjō no Fist (2019)
- Détective Conan : Hiiro no dangan (2020)[51].
- 2023 : Resident Evil: Death Island d'Eiichirō Hasumi

### OAV
- 2001 Ya Monogatari (1 OAV) (1987)
- Rokushin Gattai God Mars OAV (1 OAV) (1988)
- Lupin III: Secret Files (1 OAV) (1988)
- Jeu, set et match ! 2 (13 OAV) (1988)
- Jeu, set et match ! Final Stage (12 OAV) (1989-1990)
- Katsugeki Shojo Tantei Dan (1 OAV) (1990)
- Tengai Makyō (2 OAV) (1990)
- OL Kaizo Koza (1 OAV) (1990)
- Wizardry (1 OAV) (1991)
- Ozanari Dungeon (3 OAV) (1991)
- Shizukanaru Don (1 OAV) (1991)
- MAPS (4 OAV) (1994)
- Soreike! Anpanman OAV (12 OAV) (1995)
- Magic Knight Rayearth OAV (3 OAV) (1997)
- B't X Neo (14 OAV) (1997-1998)
- Glass no Kamen OAV (3 OAV) (1998)
- Karakuri no Kimi (1 OAV) (2000)
- Détective Conan (7 OAV) (2000-2007)
- Saint Seiya: The Lost Canvas (26 OAV) (2009-2011)

## Personnalités ayant travaillé chez TMS Entertainment
- Osamu Dezaki : Réalisateur (Big X, Ace wo Nerae!, Karate Baka Ichidai, Ganba no Boken, Rémi Sans Famille, Takarajima, Lady Oscar)[52]

- Tadao Nagahama : réalisateur (Kyojin no Hoshi, Shin Obake no Q-Taro, Lady Oscar)[53]

- Masaki Tsuji : scénariste (Obake no Q-Taro, Paaman, Kyojin no Hoshi, Roppo Yabure Kun, Attack No. 1, Chingo Muchabei, Shin Obake no Q-Taro, Dokonjo Gaeru)[54]

- Shingo Araki : chara-designer (Kyojin no Hoshi, Kouya no Shonen Isamu, Lady Oscar)[55]

- Hayao Miyazaki : coréalisateur (Lupin III)[56]

- Isao Takahata : coréalisateur (Lupin III)[57]

- Shun-ichi Yukimoro : scénariste (Moomin, Tensai Bakabon)[58]

- Kyosuke Mikuriya : réalisateur (Kouya no Shonen Isamu, Lupin III: Part II, Sherlock Hound, Ulysse 31)[59]

- Akio Sugino : chara-designer (Ace wo Nerae!)[60]

- Yasuo Otsuka : chara-designer (Lupin III, Le Château de Cagliostro, Samurai Giants, Conan le fils du futur)[61]

- Kenji Kodama : réalisateur (Cat's Eye, Flanders no Inu, Watashi to Watashi: Futari no Lotte, Boku no Patrasche, Détective Conan)[62]

### Annotations
1. ↑  Romanisation peu sûre pour les deux derniers kanjis.

### Sources
1. 1 2 3 4 5 6 7  (ja) « Informations sur la société sur le site officiel de TMS » (consulté le 19 août 2021)
2. 1 2 3 4 5 6 7 8 9 10 11  « Historique de Kyokuichi sur le site officiel de TMS » (consulté le 14 mars 2008)
3. ↑  « TMS Entertainment, Ltd. », sur La Tour des Héros, 15 décembre 2010 (consulté le 24 juin 2020)
4. ↑  (en) Jonathan Clements et Helen McCarthy, The Anime Encyclopedia : A Century of Japanese Animation, Berkeley, California, Stone Bridge Press, 2014, 3e éd., 1136 p. (ISBN 978-1-61172-018-1), p. 850
5. ↑  (en) Christopher Macdonald, « Sega Sammy Acquire TMS », sur Anime News Network, 9 octobre 2005 (consulté le 22 février 2020)
6. ↑  (ja) Sega Sammy Holdings, « セガサミーホールディングス株式会社による株式会社サミーネットワークス、株式会社セガトイズ及び株式会社トムス・エンタテインメントの株式交換による完全子会社化のお知らせ » [PDF], sur Sega Sammy Holdings,‎ 27 août 2010 (consulté le 14 mars 2008)
7. ↑  (en) Sega Sammy Holdings, « Notice Concerning Exchange of Shares to Convert Sammy NetWorks Co., Ltd., SEGA TOYS CO., LTD. and TMS ENTERTAINMENT, LTD. into Wholly Owned Subsidiaries of SEGA SAMMY HOLDINGS INC. » [PDF], sur tms-e.co.jp, 27 août 2010 (consulté le 22 février 2020)
8. ↑  (ja) « 編 セガグループの再編及び新会社設立のお知らせ » [PDF], sur Sega,‎ 12 février 2015 (consulté le 14 mars 2008)
9. ↑  (ja) « グループ内組織再編とそれに伴う一部子会社の名称変更に関するお知らせ » [PDF], sur Sega Sammy Holdings,‎ 12 février 2015 (consulté le 22 février 2020)
10. ↑  (en) Rafael Antonio Pineda, « TMS Entertainment Appoints Tadashi Takezaki as New President : Yoshiharu Suzuki steps down as president, remains on as vice president », sur Anime News Network, 18 mars 2019 (consulté le 22 février 2020)
11. ↑  (en) Sarah Nelkin, « New Lupin III Anime to Premiere This Fall With Original Composer (Update) », sur Anime News Network, 20 avril 2015 (consulté le 22 février 2020)
12. ↑  (en) Egan Loo, « Lupin III's 5th Anime Series Reveals Staff, April Debut, Modern Setting », sur Anime News Network, 16 janvier 2018 (consulté le 22 février 2020)
13. ↑  (en) Rafael Antonio Pineda, « Chain Chronicle Anime's Promo, Cast, Staff, 3-Part Theatrical Screenings Revealed », sur Anime News Network, 1er août 2016 (consulté le 22 février 2020)
14. ↑  (en) Karen Ressler, « Orange Anime's 2nd Promo Video Previews Theme Songs », sur Anime News Network, 13 juin 2016 (consulté le 22 février 2020)
15. ↑  (en) Karen Ressler, « Sentai Filmworks Adds Phantasy Star Online 2: The Animation », sur Anime News Network, 29 décembre 2015 (consulté le 22 février 2020)
16. ↑  (en) Egan Loo, « Captain Harlock's New CG Pilot Images, Staff Revealed », sur Anime News Network, 4 mars 2010 (consulté le 22 février 2020)
17. ↑  (en) « [MOVIE] 'RESIDENT EVIL' will be CG'd by a SEGA company behind SPACE PIRATE: CAPTAIN HARLOCK » [archive du 22 décembre 2017], sur MARZA ANIMATION PLANET (consulté le 22 février 2020)
18. ↑  (en) Tatiana Siegel, « 'Sonic the Hedgehog' Movie in the Works at Sony », sur The Hollywood Reporter, 10 juin 2014 (consulté le 22 février 2020)
19. ↑  (ja) « Megalo Box CAST & STAFF » [archive du 31 décembre 2018] (consulté le 22 février 2020)
20. 1 2 3 4 5 6 7 8 9 10 11 12 13 14 15 16 17 18 19  (ja) « ライブラリー「過去作品」 : 東京ムービー : テレビ・アニメーション作品 SF・ファンタジー » (consulté le 22 février 2020)
21. 1 2 3 4 5 6 7 8 9 10 11 12 13 14 15  (ja) « ライブラリー「過去作品」 : 東京ムービー : テレビ・アニメーション作品　ギャグ » (consulté le 22 février 2020)
22. 1 2 3 4 5 6 7 8 9 10 11  (ja) « ライブラリー「過去作品」 : 東京ムービー : テレビ・アニメーション作品  スポーツ » (consulté le 22 février 2020)
23. 1 2 3 4 5 6 7 8 9 10 11 12 13 14 15 16 17 18  (ja) « ライブラリー「過去作品」 : 東京ムービー : テレビシリーズ » (consulté le 22 février 2020)
24. 1 2 3 4 5 6 7 8 9 10 11 12 13  (ja) « ライブラリー「過去作品」 : 東京ムービー : テレビ・アニメーション作品  冒険＆アクション » (consulté le 22 février 2020)
25. ↑  (en) Karen Ressler, « 1st TV Anime Show Starring Lupin III in 3 Decades to Launch in Italy : Lupin animator Tomonaga, Moyashimon director Yano, Tiger & Bunny writer Takahashi at Telecom Animation Film », sur Anime News Network, 14 octobre 2014 (consulté le 22 février 2020)
26. ↑  (en) Egan Loo, « Lupin III's 5th Anime Series Reveals Staff, April Debut, Modern Setting : 4th series' director, designer return with Code Geass writer Ichiro Okouchi », sur Anime News Network, 16 janvier 2018 (consulté le 22 février 2020)
27. ↑  (en) Jennifer Sherman, « Meiji Tokyo Renka TV Anime Reveals 11 More Cast Members : Shouta Aoi, Yuichiro Umehara, Yusuke Shirai, Kenjiro Tsuda, Sho Hayami, Yui Horie, more join cast », sur Anime News Network, 16 janvier 2019 (consulté le 22 février 2020)
28. ↑  (en) Jennifer Sherman, « New Fruits Basket Anime Premieres in April », sur Anime News Network, 16 janvier 2019 (consulté le 22 février 2020)
29. ↑  (en) Crystalyn Hodgkins, « Hachigatsu no Cinderella Nine Anime Reveals New Visual, April 7 Premiere : Series about women's baseball team adapts smartphone game », sur Anime News Network, 9 février 2019 (consulté le 22 février 2020)
30. ↑  (en) Rafael Antonio Pineda, « Dr. Stone Anime Reveals Main Staff, New Visual : Shinya Iino directs, Yuichiro Kido handles series composition, Yuko Iwasa designs characters », sur Anime News Network, 17 mars 2019 (consulté le 22 février 2020)
31. ↑  (en) Egan Loo, « Bananya Banana Cat Mascot Gets New TV Anime This Fall : Yuuki Kaji, Ayumu Murase reprise roles in 2nd TV anime from Gathering », sur Anime News Network, 7 août 2019 (consulté le 22 février 2020)
32. ↑  (en-US) « NELVANA AND SPIN MASTER TAKE BAKUGAN: BATTLE PLANET INTERNATIONALLY WITH A NEW WAVE OF DISTRIBUTION DEALS », sur Corus Entertainment (consulté le 26 mars 2021)
33. ↑  (en) Crystalyn Hodgkins, « Fruits Basket Anime's 2nd Season Premieres this Spring : New 7-minute video summarizes 1st season, previews 2nd season », sur Anime News Network, 17 janvier 2020 (consulté le 22 février 2020)
34. ↑  (en) Egan Loo, « Rent-A-Girlfriend Manga Gets TV Anime in July : Sora Amamiya, Aoi Yūki, Nao Tōyama, Rie Takahashi, Shun Horie star in romantic comedy », sur Anime News Network, 15 décembre 2019 (consulté le 22 février 2020)
35. ↑  (en) Crystalyn Hodgkins, « Dr. Stone Anime Gets 2nd Season : New season focuses on "Stone Wars" arc », sur Anime News Network, 13 décembre 2019 (consulté le 22 février 2020)
36. ↑  (en) « Burning Kabaddi TV Anime Reveals April 2 Premiere, New Visual », sur Anime News Network (consulté le 26 mars 2021)
37. ↑  (en) « TMS Entertainment Announce Megalobox 2 In Development », sur Anime News Network, 18 novembre 2019 (consulté le 22 février 2020)
38. ↑  (en) « Fruits Basket The Final Anime Reveals April Premiere, Teaser Visual », sur Anime News Network (consulté le 7 août 2021)
39. ↑  (en) « Seirei Gensouki - Spirit Chronicles TV Anime's Video Reveals 2021 Premiere », sur Anime News Network (consulté le 26 mars 2021)
40. ↑  (en) « Lupin III Franchise Gets 6th Anime Series for 50th Anniversary », sur Anime News Network (consulté le 21 juin 2021)
41. ↑  (en) « Detective Conan TV Anime's Police Academy Run Reveals Updated Cast, December 4 Debut », sur Anime News Network (consulté le 24 décembre 2021)
42. ↑  Paul Chapman, « INSECT LAND TV Anime Bugs Out in April of 2022 », sur Crunchyroll (consulté le 24 décembre 2021)
43. ↑  (en) « Rent-A-Girlfriend Anime Season 2's Teaser Unveils July Premiere », sur Anime News Network (consulté le 16 janvier 2022)
44. ↑  « Dr. Stone: New World Anime's New Promo Video Confirms April 2023 Debut (Updated) », sur Anime News Network, 18 décembre 2022 (consulté le 18 décembre 2022).
45. ↑  (en) Daryl Harding, « Rent-a-Girlfriend TV Anime Continues With Season 3 This July », sur Crunchyroll, 16 février 2023 (consulté le 23 mai 2023).
46. ↑  « Queen Bee et Kairi Yagi interprètent les thèmes musicaux de l'anime Undead Unluck », sur Anime News Network, 22 septembre 2023 (consulté le 24 septembre 2023)
47. ↑  (en) Joanna Cayanan, « Dr. Stone: Science Future Anime's Promo Video Reveals Theme Songs, January 9 Debut », sur Anime News Network, 11 décembre 2024.
48. ↑  (en) « Sakamoto Days TV Anime Confirmed for January 2025 Starring Tomokazu Sugita », sur animenewsnetwork.com (consulté le 27 mai 2024)
49. ↑  (en) Rafael Antonio Pineda, « Sakamoto Days Anime's Video Unveils Opening Song, January 11 Debut, 2-Part Run », sur Anime News Network, 12 novembre 2024.
50. ↑  « Un anime Shenmue Annoncé par Crunchyroll et Adult Swim », sur IGN France, 5 septembre 2020 (consulté le 26 mars 2021)
51. ↑  (en) Alex Mateo, « 24th Detective Conan Film Reveals Title, April 17 Opening, Story About Akai Family : Detective Conan: The Scarlet Bullet set before Tokyo's World Sports Games », sur Anime News Network, 4 décembre 2019 (consulté le 22 février 2020)
52. ↑  
(en) Osamu DEZAKI sur Anime News Network
53. ↑  
(en) Tadao NAGAHAMA sur Anime News Network
54. ↑  
(en) Masaki TSUJI sur Anime News Network
55. ↑  
(en) Shingo ARAKI sur Anime News Network
56. ↑  
(en) Hayao MIYAZAKI sur Anime News Network
57. ↑  
(en) Isao TAKAHATA sur Anime News Network
58. ↑  
(en) Shun-ichi YUKIMURO sur Anime News Network
59. ↑  
(en) Kyosuke MIKURIYA sur Anime News Network
60. ↑  
(en) Akio SUGINO sur Anime News Network
61. ↑  
(en) Yasuo OTSUKA sur Anime News Network
62. ↑  
(en) Kenji KODAMA sur Anime News Network